# Casper van Uden
Casper van Uden (Schiedam, 22 de julio de 2001) es un ciclista neerlandés que corre para el equipo
Team Picnic PostNL.

## Palmarés
2021
- 2 etapas de la Carrera de la Solidaridad y de los Campeones Olímpicos
- Ronde van de Achterhoek

2022
- 2 etapas del Tour de Normandía
- 1 etapa del Tour de Bretaña
- 1 etapa del Tour del Porvenir

2024
- 1 etapa del AlUla Tour
- Vuelta a Colonia
- 2 etapas del ZLM Tour

2025
- 1 etapa del Giro de Italia

## Resultados en Grandes Vueltas
| Carrera | Carrera         | 2020 | 2021 | 2022 | 2023 | 2024 | 2025  |
| ------- | --------------- | ---- | ---- | ---- | ---- | ---- | ----- |
|         | Giro de Italia  | —    | —    | —    | —    | —    | 150.º |
|         | Tour de Francia | —    | —    | —    | —    | —    | —     |
|         | Vuelta a España | —    | —    | —    | —    | —    | —     |

―: no participa
Ab.: abandono

## Equipos
- Development Team DSM (2020-2022)[2]
- DSM/Picnic (2022-)[3]
  - Team DSM (2022-2023)[4]
  - Team dsm-firmenich (2023)
  - Team dsm-firmenich PostNL (2024)
  - Team Picnic PostNL (2025-)